# الی (نوادا)
الی، نوادا (به انگلیسی: Ely, Nevada) یک شهر در ایالات متحده آمریکا است که در شهرستان وایت‌پاین، نوادا واقع شده‌است.

## خصوصیات
الی ۱۸٫۵ کیلومترمربع مساحت و ۴٬۲۵۵ نفر جمعیت دارد و ۱٬۹۶۲ متر بالاتر از سطح دریا واقع شده‌است.